# Tour de France 2011/12. Etappe
Die 12. Etappe der Tour de France 2011 am 14. Juli, dem französischen Nationalfeiertag, führte über 211 Kilometer von Cugnaux nach Luz Ardiden. Auf der ersten Hochgebirgsetappe und Bergankunft dieser Austragung gab es eine Sprintwertung, außerdem zwei Bergwertungen der Hors Catégorie und eine der 1. Kategorie. Dabei wurde zunächst erstmals in der Tourgeschichte die Passhöhe La Hourquette d’Ancizan (1538 m) überquert. Danach stand der Col du Tourmalet (2115 m) auf dem Programm: Zum 77. Mal und als höchster Punkt der diesjährigen Tour in den Pyrenäen. Der Gewinner der Bergwertung auf der Passhöhe erhielt den Sonderpreis Souvenir Jacques Goddet. Es gingen noch 176 der 198 gemeldeten Fahrer an den Start.

## Rennverlauf
Kurz nach dem Start initiierte Laurent Mangel einen Fluchtversuch, dem Rubén Pérez, José Iván Gutiérrez, Blel Kadri, Geraint Thomas und Jérémy Roy folgten. Das Team Europcar des Gesamtersten Thomas Voeckler ließ sie gewähren und so vergrößerte sich der Vorsprung auf bis zu neun Minuten. Der Initiator des Angriffs setzte sich auch im Zwischensprint gegen Roy durch. Erneut passierte Mark Cavendish als Erster im Feld die Sprintwertung, diesmal gefolgt von Mark Renshaw. Nun wurde das Tempo des vom weiterhin vom Team Europcar geführte Feld vom BMC Racing Team verstärkt und erhöht. Der Vorsprung der Gruppe, die von Thomas auf den ersten Berg geführt wurde, sank wieder, wobei Gutiérrez dem Tempo nicht mehr folgen konnte und zurückfiel. Währenddessen setzte sich Johnny Hoogerland vom Feld ab, gefolgt zunächst von Sylvain Chavanel, später auch von Roman Kreuziger. Nach einer Weile fiel Hoogerland aber wieder zurück. An der Bergwertung war es erneut Mangel, der die Maximalpunktzahl für sich beanspruchte und gewann.
In der Abfahrt hatte Thomas zweimal leichte Probleme, wodurch er den Anschluss zur Spitze verlor. Im Feld gingen Thomas Voeckler, Peter Velits und Andreas Klöden ebenfalls zu Boden, wobei sich Klöden verletzte. An die Spitze des Feldes setzte sich nun das Team Leopard Trek. 50 Kilometer vor dem Ziel schlossen die zurückgefallenen Gutiérrez und Thomas wieder zur Spitze auf, Hoogerland hingegen wurde wieder vom Feld eingefangen. Im Anstieg zum Tourmalet versuchte Kreuziger zur Spitze aufzuschließen. Im Feld führte erneut Europcar kurzzeitig das Feld an, bevor Leopard Trek erneut übernahm. Der Verschärfung des Tempos fielen auch Robert Gesink und Tony Martin zum Opfer. An der Spitze fuhren unterdessen Pérez, Thomas und Roy allein, bevor Thomas kurzzeitig allein fuhr, später aber von Roy wieder eingeholt wurde. Hinter ihnen wurde auch Chavanel wieder vom Feld eingeholt. Roy war als Erster auf dem Gipfel des Tourmalet, gefolgt von Thomas und Kadri. Laurens ten Dam sicherte sich als Erster des verkleinerten Feldes mit Platz sechs den letzten Punkt, dazwischen lagen nur noch Pérez und Kreuziger.
Auf der Abfahrt wurde Kreuziger von Mangel und Ten Dam eingeholt, während Samuel Sánchez zusammen mit Jelle Vanendert angriff, auch Philippe Gilbert setzte sich mit einigen Begleitern leicht ab. Kurzzeitig fand Klöden wieder Anschluss an das Feld, das einige Zeit von Jens Voigt angeführt wurde und Kreuziger kurz darauf wieder einholte. Das Feld, in dem sich immer noch Voeckler befand und von Pierre Rolland begleitet wurde, verkleinerte sich stetig. Auf den Angriff von Dries Devenyns gab es keine Reaktion. Unterdessen hatten Sánchez und Vanendert die Spitze erreicht, wobei sie sowohl Thomas als auch Roy abschütteln konnten. Die Gruppe um das Gelbe Trikot, in der es häufige Führungswechsel gab, holte nach und nach alle Ausreißer bis auf Sánchez und Vanendert ein, zuletzt auch Roy und Thomas, der als kämpferischster Fahrer ausgezeichnet wurde.
Von den Favoriten auf die Gesamtwertung griff zuerst Andy Schleck an, der aber Alberto Contador nicht abhängen konnte. Auch Cadel Evans griff erfolglos an. Anschließend versuchte es Fränk Schleck dreimal. Beim dritten Mal konnte er sich absetzen, als er bemerkte, dass man ihn fahren ließ. Er kämpfte sich bis fast auf das Spitzenduo heran, erreichte es aber nicht mehr. Sánchez gewann die Etappe vor Vanendert und Fränk Schleck, womit er sich auch das Gepunktete Trikot sicherte. Hinter ihnen kamen nun auch die anderen Favoriten in Fahrt, als Ivan Basso angriff. Auch Evans und Andy Schleck gingen mit und konnten sich etwas von Contador absetzen und so 13 Sekunden auf ihn herausfahren, vor dem noch Damiano Cunego ins Ziel kam. Voeckler verlor etwas mehr Zeit, kam zusammen mit Pierre Rolland ins Ziel und konnte als Neunter der Etappe sein Gelbes Trikot verteidigen.

## Bergwertungen
| La Hourquette d’Ancizan Kategorie 1 nach 141,5 km auf 1538 m 9,9 km bei 7,5 % |                        |                           |         |
| 1.                                                                            | Frankreich             | Laurent Mangel (SAU)      | 10 Pkt. |
| 2.                                                                            | Spanien                | Rubén Pérez (EUS)         | 8 Pkt.  |
| 3.                                                                            | Frankreich             | Blel Kadri (ALM)          | 6 Pkt.  |
| 4.                                                                            | Frankreich             | Jérémy Roy (FDJ)          | 4 Pkt.  |
| 5.                                                                            | Vereinigtes Konigreich | Geraint Thomas (SKY)      | 2 Pkt.  |
| 6.                                                                            | Spanien                | José Iván Gutiérrez (MOV) | 1 Pkt.  |

| Col du Tourmalet Kategorie H nach 175,5 km auf 2115 m 17,1 km bei 7,3 % |                        |                       |         |
| 1.                                                                      | Frankreich             | Jérémy Roy (FDJ)      | 20 Pkt. |
| 2.                                                                      | Vereinigtes Konigreich | Geraint Thomas (SKY)  | 16 Pkt. |
| 3.                                                                      | Frankreich             | Blel Kadri (ALM)      | 12 Pkt. |
| 4.                                                                      | Spanien                | Rubén Pérez (EUS)     | 8 Pkt.  |
| 5.                                                                      | Tschechien             | Roman Kreuziger (AST) | 4 Pkt.  |
| 6.                                                                      | Niederlande            | Laurens ten Dam (RAB) | 2 Pkt.  |

| Luz Ardiden Kategorie H nach 211 km auf 1715 m 13,4 km bei 7,4 % |            |                       |         |
| 1.                                                               | Spanien    | Samuel Sánchez (EUS)  | 40 Pkt. |
| 2.                                                               | Belgien    | Jelle Vanendert (OLO) | 32 Pkt. |
| 3.                                                               | Luxemburg  | Fränk Schleck (LEO)   | 24 Pkt. |
| 4.                                                               | Italien    | Ivan Basso (LIQ)      | 16 Pkt. |
| 5.                                                               | Australien | Cadel Evans (BMC)     | 8 Pkt.  |
| 6.                                                               | Luxemburg  | Andy Schleck (LEO)    | 4 Pkt.  |

## Punktewertung
| Zwischensprint in Sarrancolin nach 119 km auf 631 m |                        |                              |         |
| 1.                                                  | Frankreich             | Laurent Mangel (SAU)         | 20 Pkt. |
| 2.                                                  | Frankreich             | Jérémy Roy (FDJ)             | 17 Pkt. |
| 3.                                                  | Frankreich             | Blel Kadri (ALM)             | 15 Pkt. |
| 4.                                                  | Spanien                | Rubén Pérez (EUS)            | 13 Pkt. |
| 5.                                                  | Spanien                | José Iván Gutiérrez (MOV)    | 11 Pkt. |
| 6.                                                  | Vereinigtes Konigreich | Geraint Thomas (SKY)         | 10 Pkt. |
| 7.                                                  | Vereinigtes Konigreich | Mark Cavendish (THR)         | 9 Pkt.  |
| 8.                                                  | Australien             | Mark Renshaw (THR)           | 8 Pkt.  |
| 9.                                                  | Spanien                | José Joaquín Rojas (MOV)     | 7 Pkt.  |
| 10.                                                 | Australien             | Matthew Goss (THR)           | 6 Pkt.  |
| 11.                                                 | Spanien                | Francisco José Ventoso (MOV) | 5 Pkt.  |
| 12.                                                 | Slowenien              | Borut Božič (VCD)            | 4 Pkt.  |
| 13.                                                 | Belgien                | Philippe Gilbert (OLO)       | 3 Pkt.  |
| 14.                                                 | Frankreich             | Mickaël Delage (FDJ)         | 2 Pkt.  |
| 15.                                                 | Osterreich             | Bernhard Eisel (THR)         | 1 Pkt.  |

| Etappenziel in Luz Ardiden nach 211 km auf 1715 m |                    |                         |         |
| 1.                                                | Spanien            | Samuel Sánchez (EUS)    | 20 Pkt. |
| 2.                                                | Belgien            | Jelle Vanendert (OLO)   | 17 Pkt. |
| 3.                                                | Luxemburg          | Fränk Schleck (LEO)     | 15 Pkt. |
| 4.                                                | Italien            | Ivan Basso (LIQ)        | 13 Pkt. |
| 5.                                                | Australien         | Cadel Evans (BMC)       | 11 Pkt. |
| 6.                                                | Luxemburg          | Andy Schleck (LEO)      | 10 Pkt. |
| 7.                                                | Italien            | Damiano Cunego (LAM)    | 9 Pkt.  |
| 8.                                                | Spanien            | Alberto Contador (SBS)  | 8 Pkt.  |
| 9.                                                | Frankreich         | Thomas Voeckler (EUC)   | 7 Pkt.  |
| 10.                                               | Frankreich         | Pierre Rolland (EUC)    | 6 Pkt.  |
| 11.                                               | Vereinigte Staaten | Tom Danielson (GRM)     | 5 Pkt.  |
| 12.                                               | Frankreich         | Arnold Jeannesson (FDJ) | 4 Pkt.  |
| 13.                                               | Kolumbien          | Rigoberto Urán (SKY)    | 3 Pkt.  |
| 14.                                               | Vereinigte Staaten | Levi Leipheimer (RSH)   | 2 Pkt.  |
| 15.                                               | Frankreich         | Hubert Dupont (ALM)     | 1 Pkt.  |

## Aufgaben
- Denis Galimsjanow (KAT): Disqualifikation nach der Etappe: Zeitlimit überschritten
- Romain Feillu (VCD): Nicht zur Etappe angetreten